# Trinitapoli
Trinitapoli là một đô thị thuộc tỉnh Foggia trong vùng Puglia ở Ý. Đô thị này có diện tích km², dân số thời điểm 31 tháng 12 năm 2004 là 14.414 người.
Đô thị Trinitapoli thuộc một phần của vườn quốc gia Gargano
Đô thị Trinitapoli có các làng sau: Ofantino.
Đô thị này giáp với các đô thị sau: Barletta, Cerignola, Margherita di Savoia, San Ferdinando di Puglia, Zapponeta.